# فلوريد القصدير الثنائي
فلوريد القصدير الثنائي (أو فلوريد القصديروز) هو مركب كيميائي من القصدير والفلور له الصيغة الكيميائية SnF2، ويكون على شكل صلب أبيض / عديم اللون.
ينتمي المركب إلى الفلوريدات، ويكون القصدير فيه بحالة الأكسدة +2.

## التحضير
يحضر فلوريد القصدير الثنائي من تفاعل أكسيد القصدير الثنائي مع حمض الهيدروفلوريك عند درجات حرارة مرتفعة.
{\displaystyle \mathrm {SnO+2\ HF\longrightarrow SnF_{2}+H_{2}O} }

## الخواص
يكون فلوريد القصدير الثنائي في الحالة العادية على شكل صلب أبيض / عديم اللون، سهل الانحلالية في الماء؛ كما يذوب في هيدروكسيد البوتاسيوم وفلوريد البوتاسيوم.
يعد فلوريد القصدير الثنائي من أحماض لويس، فهو يشكل معقد تناسقي مثلاً مع ثنائي ميثيل سلفوكسيد (CH3)2SO.SnF2. بالإضافة إلى ذلك يصنف فلوريد القصدير الثنائي ضمن المختزلات، وله جهد اختزال قياسي Eo (SnIV/ SnII) = +0.15V.

## الاستخدامات
استخدم فلوريد القصدير الثنائي في فترة من الفترات في معاجين الأسنان كمصدر للفلوريد؛ ولحماية الأسنان من القلح والتهاب اللثة.